# Хаттестад, Стине Лисе
Стине Лисе Хаттестад Братсберг (норв. Stine Lise Hattestad Bratsberg; род. 30 апреля 1966, Осло, Норвегия) — норвежская фристайлистка (могул), чемпионка мира, чемпионка зимних Олимпийских игр 1994 года, бронзовый призёр Олимпийских игр 1992 года.

## Биография
Стине Лисе Хаттестад родилась в 1966 году в Осло. В 1984 году в 17-летнем возрасте победила на чемпионате страны по лыжной акробатике. В дальнейшем занялась лыжным балетом и могулом, с 1988 года стала специализироваться на могуле. В том же году она победила на Кубке мира в Японии. На зимних Олимпийских играх 1988 года участвовала в демонстрационных выступлениях, заняла четвёртое место. На зимних Олимпийских играх 1992 года фристайл был официально включён в список соревнований, и Хаттестад завоевала бронзовую медаль, уступив американке Донне Уайнбрехт и россиянке Елизавете Кожевниковой. В 1993 году она получила пять первых мест на Кубке мира и победила на чемпионате мира. В 1994 году на зимних Олимпийских играх завоевала золотую медаль.
Хаттестад завершила карьеру в 1994 году. На тот момент она была 14 раз чемпионкой Норвегии и 10 раз чемпионкой Кубка мира. Хаттестад изучала бизнес-экономику, а затем работала консультантом по связям с общественностью. Она основала несколько собственных компаний, которые в том числе сотрудничали с Министерством иностранных дел Норвегии и ООН. Хаттестад является сопредседателем программы ООН «Безопасная планета» по защите окружающей среды и здоровья человека от опасных химикатов и отходов.
Хаттестад замужем, у неё двое детей.